# Schweizerischer Verband für Weiterbildung
Der Schweizerische Verband für Weiterbildung (SVEB) ist der Dachverband der Weiterbildung in der Schweiz mit Sitz in Zürich. 1951 wurde die Vorgängerinstitution Schweizerische Vereinigung für Erwachsenenbildung gegründet.

## Organisation
Die Mitglieder sind private und staatliche Anbieter, Verbände, innerbetriebliche Weiterbildungsabteilungen und Einzelpersonen, die in der Weiterbildung tätig sind. Zurzeit hat der SVEB 709 Mitglieder (Stand: 31. Dezember 2023). Der Verband führt eine nationale Geschäftsstelle in Zürich und je ein regionales Sekretariat in der französischen und in der italienischen Schweiz. Direktor (und damit verantwortlich für die operative Leitung) ist Bernhard Grämiger, präsidiert wird der Verband von Matthias Aebischer.

## Tätigkeit
Der Verband fördert die Zusammenarbeit unter den Weiterbildungsinstitutionen und weckt das öffentliche Verständnis für die Bedeutung der Weiterbildung. Der SVEB setzt sich auch dafür ein, dass die Weiterbildungsangebote in der Schweiz ein hohes Niveau erreichen und dass Staat, Kantone und Gemeinden optimale Rahmenbedingungen für die Weiterbildung schaffen.
Mit politischem Engagement trägt der SVEB zur Verbesserung der Rahmenbedingungen der Weiterbildung bei. Er nimmt Stellung zu allen wichtigen Fragen der Weiterbildungspolitik, erstellt Positionspapiere und Gutachten zu offiziellen Vernehmlassungen. Parallel dazu arbeitet der SVEB in Expertenkommissionen und Gremien mit. Das wichtigste Projekt im Bereich Bildungspolitik ist das Weiterbildungsgesetz, das am 1. Januar 2017 in Kraft trat. Die bildungspolitischen Grundsätze des SVEB sind: gute Rahmenbedingungen für die Weiterbildung, Professionalität und Qualität in der Weiterbildung, Weiterbildung für alle, Vernetzung aller Weiterbildungsakteure, Chancengleichheit in der Weiterbildung und öffentliche Präsenz in der Weiterbildung.
Der Verband engagiert sich in zahlreichen nationalen und internationalen Projekten in den Bereichen Professionalisierung und Qualität (z. B. fide – Qualifizierung von Sprachkursleitenden im Integrationsbereich), Förderung der Grundkompetenzen von Erwachsenen (z. B. mit dem Projekt GO) und in der Sensibilisierung.